# Stefan Dażwański
Stefan Dażwański (ur. 28 stycznia 1889 w Tarzymiechach, zm. 1 maja 1953 w Gliwicach) – inżynier-chemik, działacz gospodarczy i społeczny, naczelny dyrektor POLMIN-u, dyrektor Departamentu Górniczo-Hutniczego w Ministerstwie Przemysłu i Handlu.

## Życiorys
Urodził się w rodzinie administratora (plenipotenta) dóbr Druckich-Lubeckich (Teresin-Szymanów), a w późnych latach zarządcy domu pracowników spółdzielczości w Nałęczowie, Gabriela Dażwańskiego (zm. 1925) i Konstancji z Dzikowskich, jako czwarte, najmłodsze dziecko. Uczęszczał do V gimnazjum w Warszawie, później gimnazjum w Siedlcach (wydalony w 1902 r. za działalność narodową) i szkoły handlowej w Łodzi (wydalany z „wilczym biletem” za udział w strajku szkolnym w 1905 r.). Egzaminy maturalne zdał jako ekstern w 1907 r. w Krakowie. Studiował chemię na Politechnice w Pradze. W czasie studiów w 1910 r. ożenił się ze Stanisławą Wardejn. Dyplom inżyniera chemika uzyskał w 1912 r.
Lata I wojny światowej upłynęły na zmianach miejsc zamieszkania – u rodziców w Teresinie, Lublinie i Łomży (w latach 1918–1819 jako zastępca komisarza rządu). W 1915 r. będąc członkiem ZET-u założył w Lublinie, wspólnie z Eugeniuszem Kwiatkowskim, Czytelnię Mieszczańską (punkt pracy niepodległościowej). Od listopada 1919 r. był zatrudniony przez zarząd miasta na stanowisku dyrektora lubelskiej gazowni. Uczestniczył jako ochotnik Wojska Polskiego w wojnie w 1920 r. W okresie do 1926 r. stworzył zmodernizowane, dobrze prosperujące przedsiębiorstwo o demokratycznych stosunkach między pracownikami. Działał wówczas także bardzo aktywnie w dziedzinie spółdzielczości (organizował spółdzielnię stolarzy). W czerwcu 1926 r. został mianowany dyrektorem Gazowni, Elektrowni i Tramwajów Miejskich w Toruniu. W ciągu krótkiego okresu doprowadził do pełnej sprawności zdewastowaną instalację gazowniczą. Pod jego nadzorem zrealizowano pionierską w tych czasach inwestycję – połączenie liniami wysokiego napięcia Torunia z elektrownią wodną w Gródku Pomorskim nad rzeką Wdą. Elektrownię miejską wyłączono z eksploatacji. Równocześnie opiekował się Żeglarską Drużyną Miejską i był prezesem Towarzystwa Przyjaciół Harcerstwa. W listopadzie 1929 r. otrzymał propozycję objęcia stanowiska naczelnego dyrektora Państwowej Fabryki Olejów Mineralnych (POLMIN) we Lwowie po ustępującym prof. Stanisławie Pilacie. Przedsiębiorstwo borykało się wtedy z wielkimi trudnościami, nie mogąc sprostać konkurencji potężnego kapitału zagranicznego. Pod zarządem Dażwańskiego stało się wkrótce obok Fabryki Związków Azotowych „Mościce” drugim gigantem polskiego przemysłu chemicznego. W ciągu dziewięciu lat (1929–1938) do osiągnięć POLMIN-u zaliczyć należy intensyfikację, zakończonych sukcesami poszukiwań wiertniczych, gazyfikację miasteczek i wsi podkarpackich (Jasło, Krosno), rurociągi gazowe do Mościc i COP-u (Starachowice).
Równie aktywny był Stefan Dażwański na polu społecznym (Izba Przemysłowo-Handlowa, Związek Obrony Kresów Zachodnich, Rada Miejska we Lwowie). Swe poglądy polityczne przeciwstawiające się radykalizacji ruchów komunistycznych i faszyzujących wyraził jako współzałożyciel w listopadzie 1937 r. Klubu Demokratycznego.
1 czerwca 1938 r. Stefan Dażwański został mianowany dyrektorem Departamentu Górniczo-Hutniczego w Ministerstwie Przemysłu i Handlu. Po raz kolejny wiążąc swe losy z osobą Eugeniusza Kwiatkowskiego. Członek Rady Głównej Towarzystwa Rozwoju Ziem Wschodnich w 1939 r.
Lata okupacji niemieckiej wraz z rodziną przeżył w Warszawie w swym domu na Żoliborzu. Nie ominęła go tragedia czasów wojny. Niemal w chwili wybuchu powstania warszawskiego został śmiertelnie ranny, podczas ataku na koszary Wehrmachtu na Mokotowie, starszy syn ppor. Stefan (ur. 1919), odznaczony Krzyżem Virtuti Militari, dowódca I plutonu Kompanii B-2 Pułku „Baszta”. Młodszy syn, plut. pdch. Andrzej „Jędrek” (ur. 1923) z I plutonu „Włodek” kompanii „Maciek” batalionu „Zośka” również zginął w powstaniu przy próbie zdobycia Dworca Gdańskiego w nocy 22/23 sierpnia. W walce uczestniczył także jego zięć Bronisław Trochimowicz. Drugi z zięciów, Henryk Chwalibóg został w tym czasie aresztowany i osadzony w obozie koncentracyjnym w Płaszowie. Po „kwarantannie” w Pruszkowie i doczekaniu końca wojny w Krakowie, Stefan Dażwański osiedlił się z rodziną w Gliwicach. Pracował w Banku Gospodarstwa Krajowego jako rzeczoznawca techniczny. W swym mieszkaniu na ul. Lublinieckiej przez szereg miesięcy w latach 1947–1948 udzielał schronienia Henrykowi Józewskiemu, poszukiwanemu wówczas przez komunistyczny Urząd Bezpieczeństwa.
Zmarł 1 maja 1953 r. w Gliwicach. Spoczywa na Cmentarzu Komunalnym przy ul. Kozielskiej w Gliwicach (sektor LD9-2-24).

## Ordery i odznaczenia
- Krzyż Oficerski Orderu Odrodzenia Polski „za zasługi położone przy reorganizacji przedsiębiorstwa Państwowa Fabryka Olejów Mineralnych „Polmin” we Lwowie” (9 listopada 1932)[3]
- Złoty Krzyż Zasługi „za zasługi na polu pracy zawodowej w przemyśle” (11 listopada 1937)[4][5]
- Medal Niepodległości  „za pracę w dziele odzyskania niepodległości” (9 października 1933)[6]